# Волков, Валерий Яковлевич
Валерий Яковлевич Во́лков (род. 26 июля 1947, Ярославль, РСФСР, СССР) — советский конник, олимпийский чемпион 1980 года в командном троеборье, заслуженный мастер спорта СССР (1980).

## Биография
Выступал за «Спартак» (Ярославль). Четырёхкратный чемпион России в личном зачёте, неоднократный чемпион России и Спартакиады народов России в командном зачёте, двукратный чемпион СССР в троеборье.
Чемпион в командном первенстве по конному троеборью на летних Олимпийских играх 1980 в Москве. В личных соревнованиях занял 4-е место.
Ныне на тренерской работе. Среди воспитанников — Анна Пыркина, Татьяна Макарова и др.